# Suharto
Haji Mohammad Suharto (kraj Yogyakarte, 8. lipnja 1921. – 27. siječnja 2008.), znan obično samo kao Suharto ili General Suharto (u engleskom govornom području), bivši indonezijski vojni i politički vođa. Sudionik oslobodilačkog rata protiv Nizozemske od 1945. do 1949. godine. Zamjenik načelnika Vrhovnog stožera indonezijske vojske od 1960. do 1965. godine, istodobno i zapovjednik postrojba za oslobođenje Zapadnog Irijana, ministar vojske od 1965. do 1966. godine, predsjednik vlade od 1966. do 1967. godine, a drugi predsjednik Indonezije, na vlasti je bio od 1967. do 1998. godine.
Okrutan autokrat i diktator, kleptokrat, stvorio je režim koji se zvao "Novi poredak". Počinio je mnoge zločine, progonio oporbu, Kineze, komuniste i cenzurirao tisak.

## Životopis
Suharto se rodio u siromašnoj seljačkoj obitelji, 15 kilometara zapadno od Yogyakarte 1921. godine. Predio u kojem je živio nije imao ni struje niti tekuće vode. Otac je imao dvoje djece iz prethodnog braka. Roditelji su mu se razveli vrlo rano. Nakon što mu se tetka s očeve strane udala s nižeg javanskog časnika, Suharto je našao uzor i očinsku figuru za kojom je dugo tragao. 
Iako je tijekom života bio na raznim stranama, opredijelio se za indonezijske nacionaliste. Vrlo rano je otišao u vojsku, gdje je dobio obrazovanje i napredovao je u službi. Nakon invazije Japana na Indoneziju branio je domovinu u raznim grupama otpora. Da bi zaradio za oružje, krijumčario je opijum. Nakon japanske predaje Saveznicima, bori se protiv njih kao okupatora i želi ih izbaciti s otočja. Kada su Nizozemci poduzeli nekoliko policijskih akcija da bi povratili svoju vlast nad arhipelagom, i njih je razuvjerio. Nakon proglašenja nezavisnosti, bori se u ratu za priznanje iste. Uspješan vojni zapovjednik. Kako je napredovao u vojsci, tako su mu i ambicije rasle. Kada se vojska podijelila na lijevi i desni tabor, Suharto je bio na desnoj strani. 
Kada je ranih šezdesetih oteto i ubijeno šest generala koje se optuživalo za pripremu puča uz potporu CIA-e da se s vlasti makne Sukarno, priklonio se preživjelom generalu, i nedugo nakon toga preuzeo vlast. Tijekom hladnog rata, priklonio se Zapadu, popravio je narušene diplomatske odnose i poticao je strana ulaganja. Vlast mu je okarakterizirana kao autoritarna i korumpirana. Navodno je preko ruku njegove obitelji prešlo oko 32 miljarde dolara. Njegovo mu je antikomunističko djelovanje omogućilo vojnu pomoć SAD-a, unatoč tomu što je njegov režim bio korumpiran, nepotistički i brutalan (za njegove je vladavine 1975. godine bio okupiran Istočni Timor). Unatoč umjerenim reformama tijekom 1990-ih godina, unutarnji su nemiri u državi doveli do njegova prisilnog odlaska s vlasti 1998 godine. Ima šestero djece sa suprugom. Nakon pada s vlasti zbog masovnih demonstracija, živi povučen u političkoj mirovini. Zbog slabog zdravlja teško da će mu se suditi i druge zločine. Umire 2008. godine.

## Vanjske poveznice
|  | Zajednički poslužitelj ima stranicu o temi Suharto |